# Jago (Aladdin)
Jago er en fiktiv figur i Disney-filmen Aladdin fra 1992. Figurens originale stemme er indtalt af standupkomiker og skuespiller Gilbert Gottfried og senere dubbet til dansk af skuespiller Torben Zeller. Han er en talende papegøje, som ligner en Rød ara og agerer Jafars håndlanger. Jago skifter senere hen side i Jafar vender tilbage, i hvilken hans kamp med sin krafthungrende natur var en stor del af filmens plot; han forblev god i både filmen og tv-serien, men han var stadigvæk meget konspirerende, grådig og kujonagtig. Da Jago på original versionen hedder Iago er han højst sandsynligt opkaldt efter skurken Iago i stykket Othello skrevet af William Shakespeare.
Hans karakter er selvisk, uhøflig og utålelig, men han er for det meste harmløs og har et godt hjerte som han gemmer væk dybt, dybt indeni. Især i desperate øjeblikke i historien når hans venner er i fare og alt er tabt, vil han som sædvanlig som det første handle selvisk ved at vælge at redde sig selv (ofte sammen med en nyfunden skattekiste) imens han overlader sine venner til deres skæbne, men mens han flygter væk bliver han modstridig og uvægerlig, hans heroiske side dukker således frem og tvinger ham til at vende om, risikere sit liv, og miste sin nyfundne skattekiste, og redde sine venner, imens han hele tiden brokker sig over sin dumhed over sit valgt ved ikke kun at redde sig selv og skatten. Jago bliver også nemt frustreret, irriteret og nervøs, og han er ikke typen som åbent ville vise sine gode sider og benægter tit ros for sine gode gerninger. Hans bemærkninger er fornærmende, men dog alligevel morsomme og underholdende. De andre er ligeglade med hans fornærmelser og håndterer dem med lethed.